# Susan and God
Susan and God (bra: Uma Mulher Original) é um filme estadunidense de 1940, do gênero comédia dramática, dirigido por George Cukor, e estrelado por Joan Crawford e Fredric March. O roteiro de Anita Loos foi baseado na peça teatral homônima de 1937, de Rachel Crothers.
A trama retrata a história de uma matrona da sociedade cujo recém-descoberto fervor religioso muda todos os seus relacionamentos.

## Sinopse
Susan Trexel (Joan Crawford) é uma mulher socialite que, de férias na Europa, passa por uma transformação religiosa. Em seu retorno aos Estados Unidos, Susan assume a tarefa de espalhar sua nova experiência religiosa com seus amigos mais íntimos – apenas para enlouquecê-los. Ela começa a se afastar de seu inteligente e sensível marido Barrie (Fredric March), que foi levado a beber pela insensibilidade de sua esposa, e negligenciar sua filha introvertida e desajustada Blossom (Rita Quigley). Numa tentativa de fazer sua amada prestar atenção às próprias pregações e salvar sua família, Barrie lhe pede que dê uma nova chance ao casamento, pelo bem de Blossom, e diz que vai conceder o divórcio que ela tanto busca se ele ousar beber novamente. A princípio, Barrie se deixa levar pela nova fixação de Susan, acreditando ser um sinal de maturidade, mas fica desapontado ao perceber que é simplesmente mais uma manifestação de sua superficialidade.

## Elenco
- Joan Crawford como Susan Trexel
- Fredric March como Barrie Trexel
- Ruth Hussey como Charlotte
- John Carroll como Clyde Rochester
- Rita Hayworth como Leonora
- Nigel Bruce como "Hutchie"
- Bruce Cabot como Michael
- Rita Quigley como Blossom Trexel
- Rose Hobart como Irene Burroughs
- Constance Collier como Lady Millicent Wigstaff
- Gloria DeHaven como Enid
- Richard Crane como Bob
- Norma Mitchell como Hazel Paige
- Marjorie Main como Mary Maloney
- Aldrich Bowker como Patrick Maloney

## Produção
O filme foi baseado na peça teatral homônima de Rachel Crothers, que estreou em Princeton, Nova Jérsei, e depois foi para a Broadway em 7 de outubro de 1937, no Teatro Plymouth. A produção original, dirigida por John Golden e desenhada por Jo Mielziner, foi estrelada por Gertrude Lawrence e teve 288 apresentações. A Metro-Goldwyn-Mayer supostamente pagou US$ 75.000 pelos direitos da história. A peça teatral de Crothers supostamente foi inspirada pelo Grupo Oxford, um movimento religioso da década de 1930 criado pelo Dr. Frank Buchman.
A intenção era que a produção fosse um veículo para Norma Shearer, que se recusou a interpretar o papel de uma mãe com uma filha adolescente. Greer Garson foi considerada para o papel antes de Joan Crawford finalmente ser escalada.
A Columbia Pictures emprestou Rita Hayworth para a MGM para que ela pudesse participar do filme. A produção marcou o retorno de Fredric March ao cinema após um ano e meio de ausência das câmeras.

## Recepção
A revista Variety observou que "Joan Crawford fornece um retrato forte de Susan ... a direção de George Cukor destaca as caracterizações que ele desenvolve". Howard Barnes, em sua crítica para o New York Herald Tribune, escreveu: "[Crawford] não é totalmente bem-sucedida em misturar tolice com poder romântico".

### Bilheteria
Embora bem avaliado, o filme não conseguiu arrecadar um valor maior do que seu orçamento. De acordo com os registros da Metro-Goldwyn-Mayer, o filme arrecadou US$ 817.000 nacionalmente e US$ 279.000 no exterior, totalizando US$ 1.096.000 mundialmente. A produção resultou numa perda de US$ 433.000.

## Televisão
Em 7 de junho de 1938, a peça teatral tornou-se a primeira da Broadway com seu elenco original a ser transmitida pela televisão. A emissora W2XBS usou réplicas exatas dos cenários, com Gertrude Lawrence, Nancy Coleman e Paul McGrath aparecendo na transmissão.

## Mídia doméstica
Em 6 de abril de 2010, o filme foi lançado em DVD para a Região 1, pela Warner Archive Collection.